# Neko bungaku
Unter neko bungaku (japanisch 猫文学, engl. feline fiction, „kiterature“) versteht man die japanische „Katzenliteratur“.
Sie wurde als Buchmarktphänomen der Heisei-Ära (1989–2019) vor allem im Kulturjournalismus und in der Verlagswerbung konstatiert, wobei man die literarische Repräsentation von Katzen und Katern angesichts ihrer Vielfalt tatsächlich als spezielles Genre innerhalb einer japanischen Adaption von Tierthemen in der landeseigenen Gegenwartsliteratur betrachten kann. In historischer Perspektive wäre auf einen Klassiker der Literarisierung der Feliden hinzuweisen, auf Sôseki Natsumes 1905/1906 veröffentlichtes Buch Wagahai wa neko de aru (dt. Ich der Kater, 1996; übersetzt von Otto Putz), in dem die Welt der Menschen aus dem Blickwinkel eines – in Spiegelung seines Herrn – von sich recht eingenommenen Katers betrachtet wird.
Bekannt ist ebenfalls die Schildpattkatze Lily aus "Eine Katze, ein Mann und zwei Frauen" aus Tanizaki Jun’ichirōs "Eine Katze, ein Mann und zwei Frauen" (dt. 1996, jap. Neko to Shōzō to futari no onna, 1936).
Ein gutes Beispiele für die Katzenliteratur aus der Feder von Schriftgelehrten (bunjin) und Universitätsdozenten ist auch Hyakken Uchidas Nora ya (dt. Oh, Nora!) aus dem Jahr 1957. Auf diesen Text über einen entlaufenen Kater nimmt im Übrigen Mieko Kanais Tama ya (1987; Oh, Tama!) Bezug; Kanai schildert dort, wie der freiberufliche Photograph Natsuyuki sich um die Katze seiner ehemaligen Freundin Tsuneko kümmert, erörtert über die Konstellation männlicher Betreuer einer schwangeren Katze / Schwangerschaft Tsunekos aber in erster Linie Fragen der weiblichen Sexualität und der Verantwortung des Mannes für die von ihm gezeugten Kinder. Takashi Hiraides Der Gast im Garten (jap. Neko no kyaku, 2001) ist ein ins Deutsche übertragener Titel des Katzenliebhabers und Dozenten Hiraide, der 2015 im Insel Verlag erschien. Erwähnenswert ist auch der mit Fotos ausgestattete, persönliche Katzenessayband des ansonsten für seine Pudelliebe bekannten Autors Kō Machida 町田 康, Neko ni kamakete (dt. Von Katzen besessen, 2010), in dem Machida vom Alltag mit seinen Katzen erzählt, die ihm ans Herz gewachsen sind – nicht das einzige Buch des Autors, das er über seine Beziehung zu den Feliden schrieb; ein rezentes Werk ist Neko no Eru wa (2018).
Generell sind Katzen seit langem Teil der japanischen Kulturgeschichte. In Vormoderne und Moderne werden sie häufig in der Kunst, z. B. als Katzenmonster (bakeneko, nekomata), dargestellt, in der Gegenwart erscheinen sie in den verschiedenen literarischen Genres wie Lyrik, Essay, Tagebuch, Kurzgeschichte, Roman und Kinderliteratur, ebenso wie man die Tiere in Manga und Anime porträtiert. Viele Publikationen mit Katzenthema kann man in der Buchhandlung Nyankodo auf der berühmten Antiquariatszeile Jimbocho / Tokyo finden.

## Texte und Themen
Zu den populären japanischen Katzentexten von Autoren und Autorinnen der japanischen Kreativindustrie (Copy Writer / Content Produzenten), die auf Deutsch publiziert wurden, zählen Hiro Arikawas 有川 浩 Satoru und das Geheimnis des Glücks (dt. 2017, jap. Tabineko ripôto, 2012) sowie Genki Kawamuras 川村 元気 (* 1979) Wenn alle Katzen von der Welt verschwänden (dt. 2018 jap. Sekai kara neko ga kieta nara, 2012), Durian Sukegawas ドリアン 助川 Die Katzen von Shinjuku (dt. 2021, jap. Shinjuku no neko, 2019), Das Geschenk eines Regentages (dt. 2021, jap. Kanojo to kanojo no neko / Sie und ihre Katze, 2013) von Makoto Shinkai 新海 誠 und Naruki Nakagawa (* 1974), beide in Japan sehr bekannte Kreative, sowie Die Katze, die von Büchern träumte (dt. 2022, jap. Hon o mamorou to suru neko no hanashi, 2017) von Sôsuke Natsukawa 夏川 草介 (* 1978). Natsukawa ist Arzt und arbeitet in Nagano. Mit Hon o mamorou to suru neko no hanashi erreichte er den internationalen Markt. Übersetzungsrechte des Buchs wurden in 34 Länder verkauft, damit zählt es zu den erfolgreichsten neueren Büchern aus Asien.
Bestseller-Katzenliteratur aus Japan handelt meist von schwierigen Umständen, in denen sich die menschlichen Protagonisten befinden und bedient sich häufig der für die japanische Unterhaltungsliteratur gängigen Elemente aus dem Bereich des Ratgeber-Genres (生き方の本 ikikata no hon). Dieses argumentiert dafür, sich Resilienz anzueignen, um die Widrigkeiten des Lebens tatkräftig zu bewältigen. Die Tier-Protagonisten, die Freiheit und Eigenständigkeit repräsentieren, übernehmen die Rolle, die Menschen auf dem Weg der Reifung und Überwindung von Traumata zu unterstützen. Ein Wohnumfeld, das Katzen beheimatet, verkörpert nicht selten Nostalgie nach einem lebenswerten Leben – gerade in einem urbanen Habitat, in dem sich der Mensch manchmal isoliert fühlt. Momente von „Trost und Heilung“ (癒し iyashi) prägen generell japanische Texte, die nach der Dreifachkatastrophe von Fukushima erschienen sind. In der nicht selten bibliotherapeutisch angelegten neko bungaku stehen Verlusterfahrungen, Ängste und andere Probleme im Mittelpunkt. Die Katzen fungieren als Helferfiguren, sind also keine selbständigen „tierlichen Akteure“, wie man es in der neueren Perspektive der Human-Animal-Literaturforschung auf Tiertexte sieht. Die aktuellere japanische Katzenliteratur im Zeichen der Unterhaltungsindustrie läuft daher Gefahr, das Genre durch allzu schematisierte, melodramatisch aufgeladene und für den „Massengeschmack“ angepasste Beiträge weniger reizvoll erscheinen zu lassen.